# Halmomises lacustris
Halmomises lacustris is een hydroïdpoliep uit de familie Moerisiidae. De poliep komt uit het geslacht Halmomises. Halmomises lacustris werd in 1891 voor het eerst wetenschappelijk beschreven door von Kennel. 